# Michael Green Architecture
Michael Green Architecture är en arkitektbyrå i Vancouver i British Columbia i Kanada. 
Michael Green Architecture grundades 2012 av Michael Green. Byrån har blivit känd för stora träbyggnader. Michael Green utgav 2012 boken The Case for Tall Wood Buildings.
Företaget köptes i maj 2018 av Katerra, ett nybildat bolag i Silicon Valley, som ägs av Michael Marks.

## Verk i urval
- Wood Innovation Design Centre på University of Northern British Columbia, 2014, Prince George, British Columbia, Kanada[2]
- T3 (Timber, Technology, Transit), 2016, kontorshus, Minneapolis, USA[3]
- Multiaktivitetshuset i Gällivare, planerat att färdigställas 2023[4][5]